# 譚拔士
戴爾·譚拔士（Dale Tempest，1963年12月30日—），生於英格蘭利茲，已退役英國裔香港足球運動員，曾五次奪得香港甲組神射手，於香港居港滿七年得以入選香港足球代表隊，參加世界盃外圍賽。

## 球員生涯
譚拔士出生於英格蘭的利茲市，曾先後效力多間英格蘭球會，包括富咸、哈德斯菲特、基寧咸與高車士打（1987-89）。 ，亦曾效力比利時足球甲級聯賽球會洛格倫。
1989年，譚拔士轉赴香港加盟南華，即連奪兩屆香港甲組神射手。1991年，譚拔士轉會至東方是「東方皇朝」的主要功臣。1993年，譚拔士未獲東方續約，曾短暫轉投傑志，至同年10月15才重返東方，1993-94年度球季，獲選為香港甲組足球聯賽「最佳外援球員」。
對香港球迷來說譚拔士最令人印象深刻的一場比賽是以東方借將身份，為南華於表演賽上陣面對1993年洲際盃足球賽得主巴西勁旅聖保羅時，個人連中三元協助球隊以4–2擊敗對手。其後於1996年再次上山投效南華，直至1998年掛靴。
譚拔士曾在1998年接受已停刊的「亞洲新聞」 《Asiaweek》訪問時指：「剛來港發展時，香港足球代表隊有9成機會打敗日本，但現在已沒有可能。本地教練的水準都很不濟，他們只是本地一班對足球沒認識的富商班主的朋友，根本不入流。」

## 國際賽生涯
1997年，居港滿七年的譚拔士得以入選香港足球代表隊，參加世界盃外圍賽，他在主場對泰國的比賽中首次上陣。1998年皇朝盃，對日本的比賽取得入球。

## 球員近況
譚拔士告別球員生涯後返回英國，曾在前球會哈特斯菲任職公關，現在則在 天空體育台體育節目頻道旗下的Sky Bet擔任足球賭博投注顧問。2017年5月30日，曾於1984至86年效力哈特斯菲，並在掛靴後在該球會任職公關的譚拔士，在溫布萊球場親身見證哈特斯菲以互射12碼擊敗雷丁，勝出英冠升班附加賽，來季升上英超作賽。賽後譚拔士在社交網站貼文「What a day！」
2006年12月，譚拔士16歲的兒子 Michael Tempest 在英國一宗交通意外中不幸身亡。

## 個人榮譽
- 香港甲組足球聯賽神射手 五次（1989-90、1990-91、1992-93、1993-94、1994-95季度）
- 香港足球明星選舉最佳外援 一次（1993-94季度）
- 香港足球明星選舉最佳十一人 六次（1989-90、1990-91、1991-92、1992-93、1993-94、1994-95季度）